# Gheorghe Florescu
Gheroghe Florescu (født 21. maj 1984) er en rumænsk fodboldspiller, der spillede i FC Midtjylland fra januar 2008 og frem til årsskiftet 2009/2010. Sommeren 2010 blev han solgt til dfen russiske klub Alania Vladikavkaz, som han har været udlejet til hele foråret 2010. 
Han er offensiv midtbanespiller og har tidligere spillet i Torpedo Moskva og FC Midtjylland.